# Marianne König

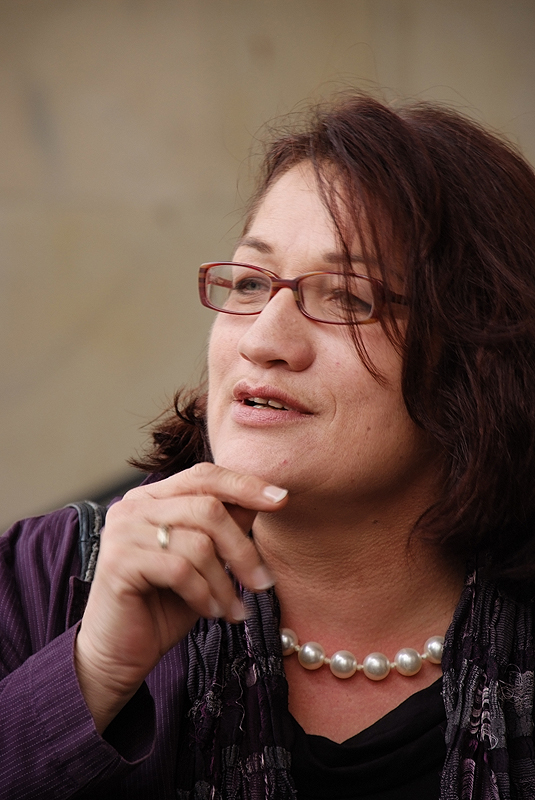
Marianne König im November 2009

Marianne König (* 20. Februar 1954 in Fredelsloh) ist eine deutsche Politikerin (Die Linke). Sie war 2008 bis 2013 Abgeordnete des Niedersächsischen Landtags.

## Leben
König machte im Jahr 1969 den Hauptschulabschluss und anschließend eine Ausbildung zur Zahnarzthelferin. Nach einigen Jahren in diesem Beruf absolvierte sie später noch eine weitere Ausbildung zur Krankenschwester. Ab 1998, bis zu ihrem Einzug in den Landtag von Niedersachsen, war sie in Teilzeit als Gesundheits- und Krankenpflegerin beim Land Niedersachsen beschäftigt. Im Oktober 2007 wurde sie vom AEOS Klinikum in Osnabrück übernommen. Sie ist verheiratet und hat zwei Kinder, ihr zweiter Ehemann hat drei erwachsene Kinder. Bis 1991 war sie Mitglied der SPD, im Jahr 1998 trat sie der PDS bei, nach dem Zusammenschluss mit der WASG wurde sie Mitglied der Partei Die Linke. König war Landesschatzmeisterin und Buchhalterin beim Landesverband der Partei Die Linke in Niedersachsen. Bei der Landtagswahl 2008 zog sie über die Landesliste der Partei die Linke in den Niedersächsischen Landtag ein.
Bei der Landtagswahl in Niedersachsen 2013 konnte die Linke die Fünf-Prozent-Hürde nicht überwinden, sie schied daher aus dem Landtag aus.